# Каруи, Слах
Слах Каруи (араб. صلاح قروي‎; род. 11 сентября 1951, Сус) — тунисский футболист, нападающий.

## Карьера

### Клубная карьера
Во взрослом футболе дебютировал в 1970 году в клубе «Этуаль дю Сахель», за который выступал на протяжении всей своей игровой карьеры, продолжавшейся девять лет. Вместе с клубом в сезоне 1971/72 завоевал титул чемпиона Туниса, а также дважды становился обладателем национального кубка.
Завершил карьеру футболиста в 1979 году.

### Карьера в сборной
В 1973 году дебютировал в официальных матчах в составе национальной сборной Туниса. Вместе с командой в 1978 году принимал участие на чемпионате мира в Аргентине, выйдя на поле в одном матче.
Всего в составе сборной принял участие в шести матчах, забив один гол.

## Достижения
«Этуаль дю Сахель»
- Чемпион Туниса: 1971/72
- Обладатель Кубка Туниса: 1973/74, 1974/75